# Johann Wenth
Johann Wenth (født ca. 1490/1495 i Gandersheim eller Goslar; død 11. august 1541, begravet i Ribe Domkirke) var en tysk teolog, den første biskop eller superintendent i Ribe Stift efter Reformationen. Han optræder med mange navneformer, blandt andet et 'dansk' navn: Johann Vandal. Wenth fik betydning for Danmark ved hertug Christians indførelse af luthersk kirkeordning i Haderslev-Tørning Len i Sønderjylland som han fik til underhold ved sit giftermål i 1525. Sammen med en anden tysk teolog, Eberhard Weidensee (Wijdensee), blev Wenth tilkaldt fra Wittenberg for at hjælpe med overgangen.

## Wenths baggrund og virke i Danmark
Det er uklart hvor Wenth er født. Ligstenen i Ribe angiver Goslar, ved hans immatrikulering i Wittenberg nævnes han som "Johannes Wenth fra Gandersheim i stiftet Hildesheim"
Wenth var især elev af Luthers medarbejder Philipp Melanchthon og havde erhvervet sig kundskaber i græsk og hebraisk. 1526 tog han magistergraden i Wittenberg, og senere samme år kom han med Weidensee til Haderslev, hvor han overtog det ledige teologiske lektorat ved kollegiatkapitlet der.
Hertug Christian omdannede den katolske præsteskole i Haderslev til et af de første evangelisk-lutherske pastoralseminarier med Johann Wenth som 'lektor'
eller 'læsemester', som han var til 1537, hvor han blev den første superintendent i Ribe Stift.
To kendte studerende på den nye præsteskole var Claus Mortensen Tøndebinder og Hans Olufsen Spandemager fra Malmø i Skåne.
Wenth og Weidensee var hovedkræfterne i udarbejdelsen af de såkaldte Haderslevartikler som 1528 blev forelagt områdets sognepræster, og som de skulle følge i deres videre arbejde.
I Bispekrøniken : den geistlige Histori offuer alt Danmarckis Rige af Arild Huitfeldt trykt i 1653 s. 33-34 er Ribe Stifts overgang til Lutheranismen og Johann Wenth omtalt: Efter overskriften "Jubel / det er / Glade dage i Riber Kircke" gøres rede for, at man er kommet til den sande evangeliske kundskab / lærdom. Derefter fortælles om Wenth: "Effter at den sande Evangelij Lærdom / med Sacramenternis uddelelse / effter Christi egen Indstiftelse / er annammet her i Danmarck / da er den Gudfryctige oc lærde Mand / Mester Hans Vandalus, en tydsk Mand / fød Goslariæ," ... "ordineret i Kiøbenhaffn til Superattendent offver Riber Stift" ... "aff Doctore Bugenhagio" ... "den tid de andre Superattendenter i de andre Stiffter her i Riget ere ocsaa ordinerede, i Kong Christians den 3. oc Danmarckis Raads nærværelse / Aar 1537. den 2. Septemb." ... "Hand døde i Ribe / i Guds Søns sande Paakaldelse / Aar 1541. den 11. Augusti, der Klocken vaar 4. effter Middag / oc bleff begraffvet næsten mit paa Kircke Gulffvet i Vor Frue Kircke / hans Siel være i Velsignelse."

## Galleri
Der findes et relief af Wenth på Reformationsmonumentet på Bispetorvet i København
| - Monumentets placering ved bispegården |

| - De fire sider af monumentet på Bispetorvet |

|  |